# Zelotibia paucipapillata
Zelotibia paucipapillata är en spindelart som beskrevs av Anthony Russell-Smith och Murphy 2005. Zelotibia paucipapillata ingår i släktet Zelotibia och familjen plattbuksspindlar.
Artens utbredningsområde är Kongo. Inga underarter finns listade i Catalogue of Life.